# Nectosaurus halius
Il nectosauro (Nectosaurus halius) è un rettile acquatico estinto, appartenente ai talattosauri. Visse all'inizio del Triassico superiore (Carnico, circa 230 milioni di anni fa) e i suoi resti fossili sono stati ritrovati in Nordamerica (California).

## Descrizione
I fossili di questo animale indicano che le dimensioni non erano superiori a quelle di un'odierna iguana, e la lunghezza doveva essere di circa un metro. L'esemplare tipo, però, è probabilmente un esemplare giovane, e si conoscono resti fossili frammentari attrinbuiti a Nectosaurus che fanno supporre l'esistenza di animali lunghi almeno tre volte tanto (Nicholls, 1999). Il cranio di Nectosaurus possedeva piccoli denti conici e appuntiti, al contrario dell'analogo Thalattosaurus rinvenuto nello stesso giacimento (la formazione Hosselkus sui monti Shasta). I denti di Nectosaurus, inoltre, erano incisi da sottili linee parallele sulla superficie laterale, ed erano posti in profondi solchi delle mascelle. Il rostro di Nectosaurus possedeva una forma molto particolare: la mascella era corta e possedeva un margine anteriore tronco, che dava all'animale un aspetto "da rapace". Una simile struttura si osserva in un altro talattosauro europeo, Hescheleria.

## Classificazione

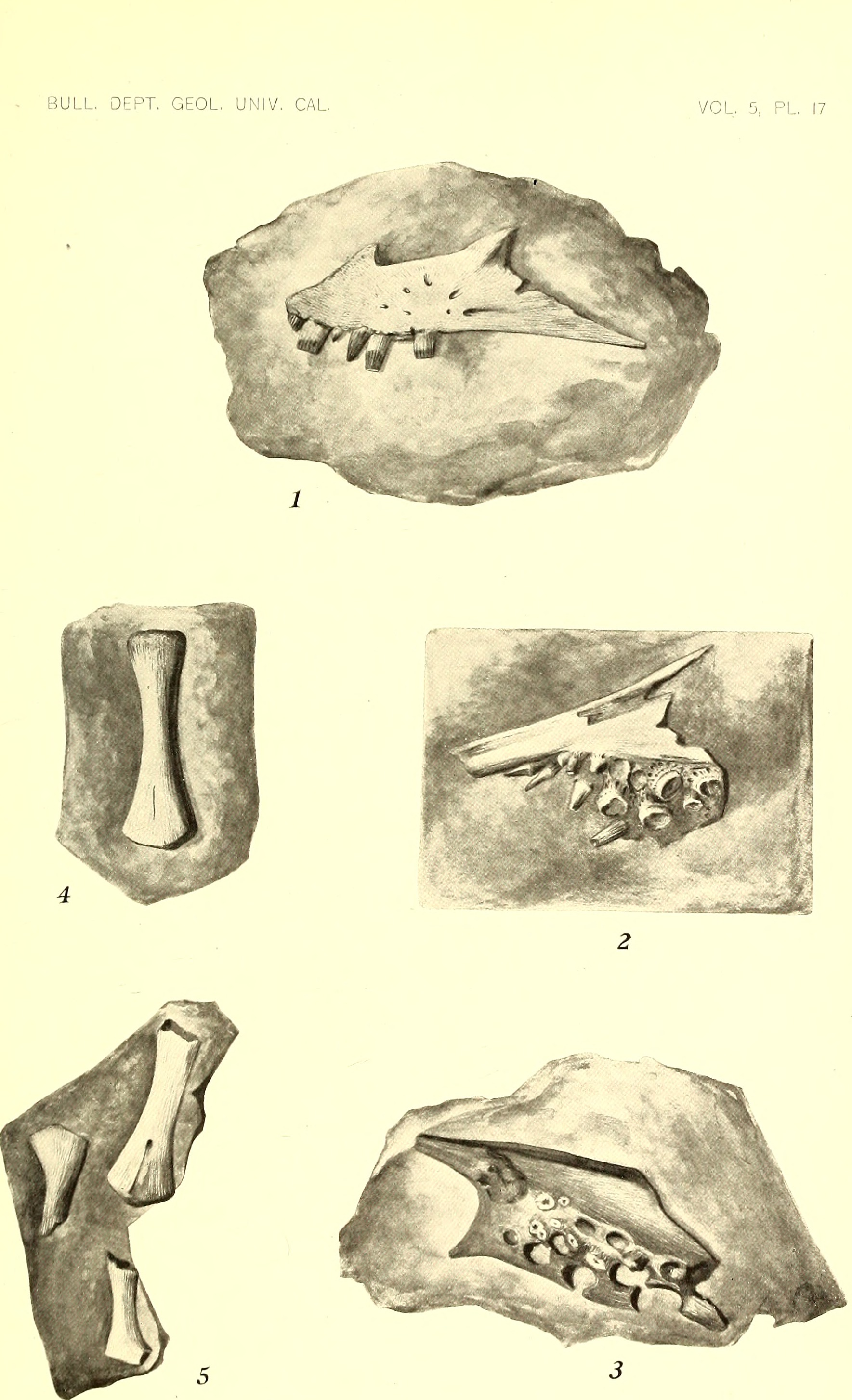
Fossili di Nectosaurus halius

Nectosaurus è stato descritto per la prima volta da J. C. Merriam nel 1905, sulla base di resti molto incompleti ma sufficienti a stabilire che questo animale era un rappresentante dei talattosauri, un gruppo di rettili marini del Triassico dall'incerta collocazione sistematica. Si suppone che Nectosaurus fosse un talattosauro piuttosto derivato, leggermente più basale di Thalattosaurus e degli europei Hescheleria e Clarazia. Alcuni studi ritengono che il più stretto parente di Nectosaurus fosse una forma cinese, Xinpusaurus (Jiang et al., 2004).

## Paleobiologia
La dentatura di Nectosaurus fa supporre che questo animale fosse carnivoro; forse cacciava pesci o altri nuotatori dal corpo molle come i cefalopodi. Poiché era sprovvisto di denti robusti come quelli di Thalattosaurus, probabilmente non si cibava di molluschi dalla conchiglia dura. Gli esemplari più grandi attribuiti a Nectosaurus potrebbero inoltre rappresentare una specie di dimensioni maggiori, e non gli esemplari adulti della specie tipo (N. halius).

## Significato del nome
Il nome Nectosaurus halius deriva dal greco e significa "lucertola nuotatrice che vive in mare".